# Nadit Alger
Dernière mise à jour : 23 mars 2021.
Le Nadi el-Diwane el-Tijari d'Alger, abrévié en Nadit Alger est un club de handball basé à Alger en Algérie. Il a remporté de nombreux titres dont une Coupe des clubs des champions. C'est le 2e club le plus titré en Algérie après le MC Alger.

## Palmarès

### Section masculine
Compétitions internationales
- Coupe des clubs des champions d'Afrique (1)
  - Vainqueur : 1982.
- Championnat arabe des clubs champions (1)
  - Champion : 1985.

Compétitions nationales
- Championnat d'Algérie (6)
  - Champion : 1973, 1974, 1975, 1978, 1981 et 1985.

- Coupe d'Algérie (6)
  - Vainqueur : 1972, 1973, 1976, 1979, 1980 et 1985.
  - Finaliste : 1975 et 1981.

### Section féminine
Compétitions internationales
- Coupe des clubs des champions d'Afrique
  - Finaliste : 1980.

Compétitions nationales
- Championnat d'Algérie (8)
  - Champion : 1979, 1980, 1981, 1982, 1983, 1984, 1985, 1996 et 1997.

- Coupe d'Algérie (9)
  - Vainqueur : 1979, 1980, 1982, 1983, 1984, 1985, 1991, 1996 et 1997.

## Personnalités liées au club

### Joueuses
- L'effectif finaliste Coupe des clubs des champions d'Afrique en 1980 était[3] : Rachida Habili (GB), Kerdache, Naili, Bouchenab, Zerhouni, Zidani, Menia, Guidouche , Benhamouda, Soraya Amalou, El Koli, Guerfa, Sahed. Entraineur :  Daoued Brikci    .
- L'effectif qui a réalisé le doublé Championnat-Coupe d'Algérie en 1982-1983 était[4] :  Rachida Habili (GB)        , Djida Khemissi, Nacéra Habbache, Guidouche,  Soraya Amalou   , Soraya Moussaoui, Djamila Rafa, Moufida Benaissa, Salima Benhamouda, Nacira Boucheneb, Popede El Koli, Houria Bouchakour, Yamina Bouzama. Entraineur : Zhor Guidouche.

### Joueurs
- L'effectif vainqueur de la Coupe d'Algérie 1971-1972 était[5] : Boughlali, Ziane, Hachaichia, Bouras, Nadir Larbaoui, Essghir, Haichour, Boudersel, Stambouli, Sassi, Belkhalif, Khelifa.
- L'effectif vainqueur de la Coupe d'Algérie 1972-1973 était[5] : Fayçal Hachemi, Boughlali, Esseghir, Bouras, Larbaoui, Benabdallah, Ziane, Haichour, Hachaichia, Stambouli, Bebeche, Khelifa. Entraineur : Djoudi
- L'effectif champion d'Algérie en 1973 était[6] : Fayçal Hachemi, Bouglali, Abrous, Benhadj, Bouras, Esseghir, Achaichia, Bebiche, Sassi, Larbaoui, Ramdane, Stambouli, Ziane, Benabdellah, Khelifa, Haicheur. Entraîneurs : Esseghir et Mircea Costache II.
- L'effectif champion d'Algérie en 1974 était[6] : Fayçal Hachemi, Bouras, Esseghir, Bebiche, Grief, Ramdane, Abrous, Haicheur, Achaichia, Boughlali, Ziane, Tsabet, Lebib, Nechar, Larbaoui.
- L'effectif champion d'Algérie en 1975 était[6] : Fayçal Hachemi, Nechar, Esseghir, Benhamza, Tsabet, Sayad, Ramdane, Larbaoui, Achaichia, Gharif. Entraîneur : Esseghir et Mircea Costache II.
- L'effectif finaliste de la Coupe d'Algérie 1974-1975 était[5] : Fayçal Hachemi, Tsabet, Esseghir, Sayad, Benhamza, Larbaoui, Hachaichia, Grief, Bebiche, Nechar. Entraineur : Mircea Costache II.
- L'effectif vainqueur de la Coupe d'Algérie 1975-1976 était[5] : Fayçal Hachemi, Si Larbi, Esseghir, Driss Lamdjadani, Tsabet, Sayad, Larbaoui, Benhamza, Makboul, Oulmane, Ramdane, Hachaichia.
- L'effectif champion d'Algérie en 1978 était[6] : Bakir, Fayçal Hachemi, Sayad, Larbaoui, Mokhnache, Tsabet, Akeb, Bourebeb, Ramdane, Driss Lamdjadani, Boutaleb. Entraîneur : Mohamed Aziz Derouaz
- L'effectif vainqueur de la Coupe d'Algérie 1978-1979 était[5] : Fayçal Hachemi, Mouloud Mokhnache, Tsabet, Ramdane, Driss Lamdjadani, Bensemra, Bouzerde, Ben Redouane, Henni
- L'effectif vainqueur de la Coupe d'Algérie 1979-1980 était[5] : Fayçal Hachemi, Bensemra, Driss Lamdjadani, Ramdane, Ben Redouane, Tsabet, Bouzerde, Henni, Mouloud Mokhnache, Mabed, Harbid, Bounekeb. Entraineur : Reichel.
- L'effectif champion d'Algérie en 1981 était[6] : Fayçal Hachemi, abdi, bensemra, sayad, ramdane, ayad, bouhalissa, kheraifia, tsabet, benabdellah, benhamza, khiati. Entraîneur : Reichel.
- L'effectif finaliste de la Coupe d'Algérie 1980-1981 était[5] : Fayçal Hachemi, Abdi, Bensemra, Sayad, Ramdane, Ayad, Bouhalissa, Kheraifia, Tsabet, Benabdellah, Benhamza, Khiat. Entraineur : Reichel.
- L'effectif vainqueur de la Ligue des champions en 1982 était : Khiati, Abdellatif Bakir (GB), Messaoud Harbid (GB), Bensemra, Berguel, Djaafar Benhamza, Sayad, Yassine Ouchia, Tchakrabi, Lahdjel, Djaafar Bourouila, Lahbib Kheraifia,  Boussebt, Ouhib. Entraineur : Fayçal Hachemi.
- L'effectif champion d'Algérie en 1985 était[6] : bakir, harbid, hammiche, ledraa, bouhalissa, belhocine, bourouila, rami, kheraifia, lahdjel, benhamza, chenoufi, chakrabi, seksaoui, mansouri, Yacine Ouchia. Entraîneur : Tsabet et Ignacy Pazur.
- L'effectif vainqueur de la Coupe d'Algérie 1984-1985 était[5] : Bakir, Harbid, Hammiche, Ledraa, Bouhalissa, Belhocine, Bourouila, Rami, Kheraifia, Lahdjel, Benhamza, Chenoufi, Chakrabi, Seksaoui, Mansouri, Yacine Ouchia. Entraineur : Tsabet et Ignacy Pazur.
- L'effectif vainqueur du Championnat arabe des clubs champions en septembre 1985 à Damas (Syrie) était[7] : Bakir (GB), Harbid, Hamiche, Ledraa, Bouhalissa, Belhocine, Bourouila, Rami, Khraifia, Lahdjel, Benhamza, Chenoufi, Chakrani, Sekssaoui, Mansouri, Ouchia.

### Ancien entraîneurs
- Section féminine :
  -   Daoud  Brikci   : en 1980
  -  Zhor Guidouche : de 1979 à 1996
- Section masculine :
  -  Mircea Costache II (1972-1975)
  -  Mohamed Aziz Derouaz (dans les années 1970)
  -  Reichel[Qui ?] (dans les années 1970-80)
  -  Fayçal Hachemi (autour de 1982)
  -  Kamel Akkeb (1991-1997)
  -  Hachemi Mohamed dit Fayçal (1997-2007)